# كريستيان كالفينيس
كريستيان كالفينيس (بالنرويجية البوكمول: Christian Kalvenes)‏ (مواليد 8 مارس 1977 في برجن - النرويج) لاعب كرة قدم نرويجي يلعب حاليا لصالح نادي الدرجة الممتازة بيرنلي الإنجليزي منذ 2008 في مركز الظهير الأيسر.

## روابط خارجية
- كريستيان كالفينيس على موقع IMDb (الإنجليزية)
- كريستيان كالفينيس على موقع اتحاد النرويج (النرويجية)
- كريستيان كالفينيس على موقع قاعدة بيانات كرة القدم.إي يو (الإنجليزية)
- كريستيان كالفينيس على موقع Soccerbase.com (لاعب) (الإنجليزية)
- كريستيان كالفينيس على موقع Soccerway.com (الإنجليزية)
- كريستيان كالفينيس على موقع عالم كرة القدم.نت (الإنجليزية)
- كريستيان كالفينيس على موقع كووورة
- كريستيان كالفينيس على موقع AS.com (الإسبانية)